# ديرك روسمان
دِرك رُسمَن (بالألمانية: Dirk Roßmann)‏ هو رائد أعمال ألماني، ولد في 7 سبتمبر 1946 في هانوفر في ألمانيا.

## وصلات خارجية
- ديرك روسمان على موقع IMDb (الإنجليزية)
- ديرك روسمان على موقع مونزينجر (الألمانية)